# Knooppunt Esch
Knooppunt Esch (Frans: Jonction Esch) is een verkeersknooppunt in Luxemburg. Hier kruist de A4 richting Luxemburg en Esch-sur-Alzette met de A13 richting Dudelange en Longwy. Het knooppunt is uitgevoerd als een trompetknooppunt, waarbij de doorgaande boog vanaf Luxemburg naar Dudelange loopt. Het is vernoemd naar de stad Esch-sur-Alzette, die ten zuiden van het knooppunt ligt.
| Aansluitende wegen                       | Aansluitende wegen | Aansluitende wegen | Aansluitende wegen | Aansluitende wegen     |
| ---------------------------------------- | ------------------ | ------------------ | ------------------ | ---------------------- |
|                                          |                    |                    |                    | A4 richting Luxemburg  |
|                                          |                    |                    |                    |                        |
|                                          |                    |                    |                    |                        |
|                                          |                    |                    |                    |                        |
| A4A13 richting Longwy / Esch-sur-Alzette |                    |                    |                    | A13 richting Dudelange |

Bettembourg · Cessange · Esch · Gasperich · Grünewald · Lankelz